# Mandzsúriai japán telepesek

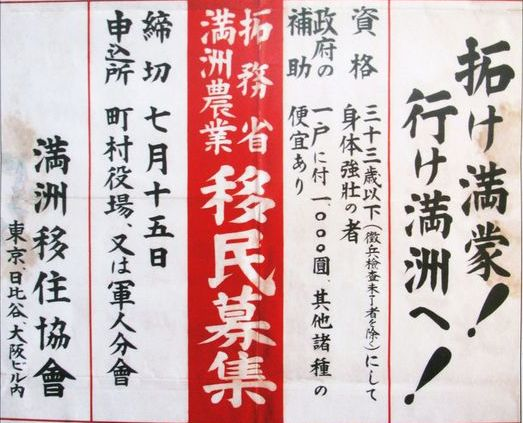
Mandzsúriai kivándorlásra telepeseket toborzó japán nyelvű plakát 1935-ből

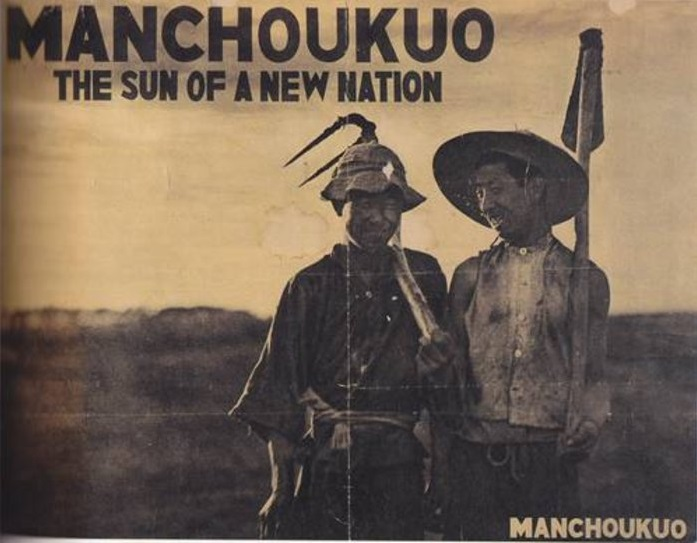
A Mandzsukuo bábkormányának angol nyelvű propagandája: Mandzsukuo. Egy új nemzet napja. A fotón két japán földművelő telepes látható

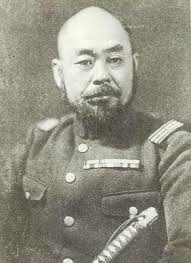
Tomija százados, a betelepítések egyik korai hangadója

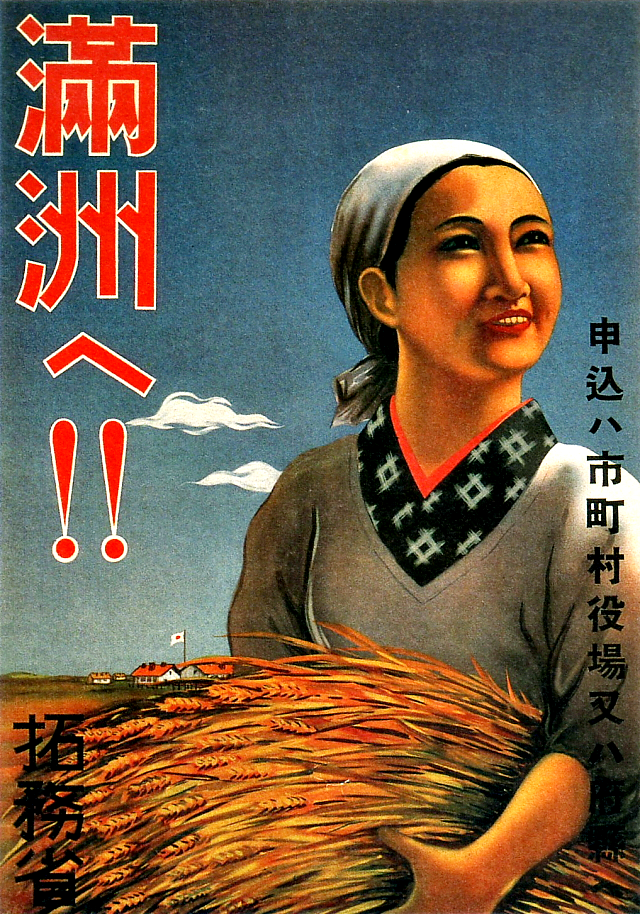
Japán propagandaplakát arató japán nőről Mandzsúriában: a boldog ábrázat és bő termés a mandzsúriai földi paradicsomot igyekszik sugalmazni

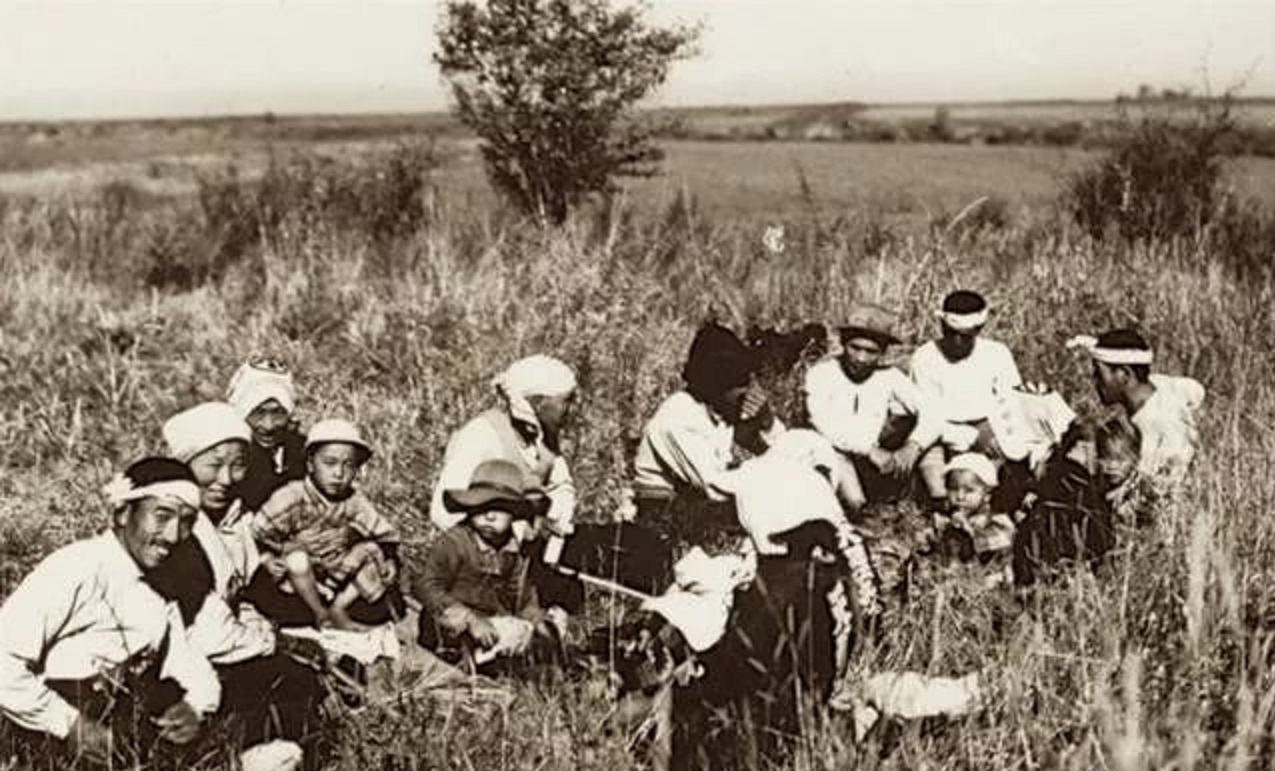
Japán rizstermesztő telepescsalád egy Harbin melletti faluban

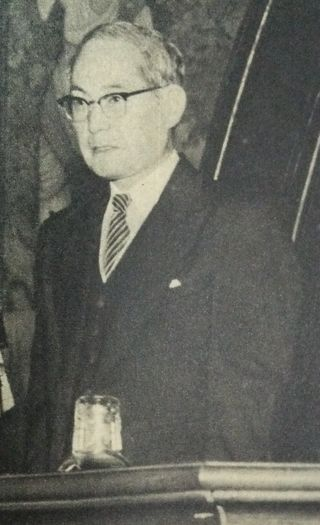
Janaihara Tadao professzor, a telepítések egyik prominens ellenzője Japánban

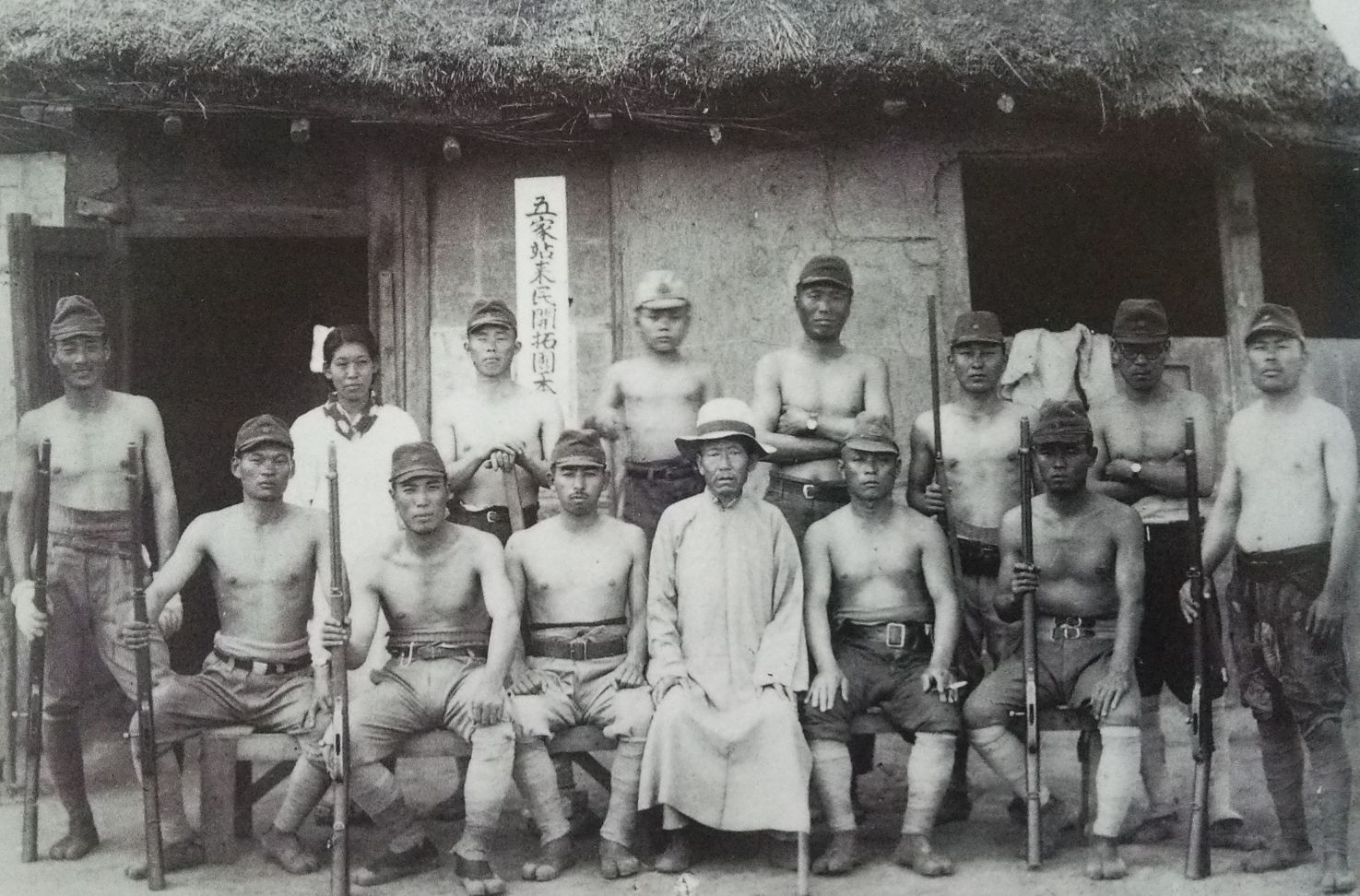
A hadseregbe besorozott mandzsúriai japán telepesek férfiai 1940 körül

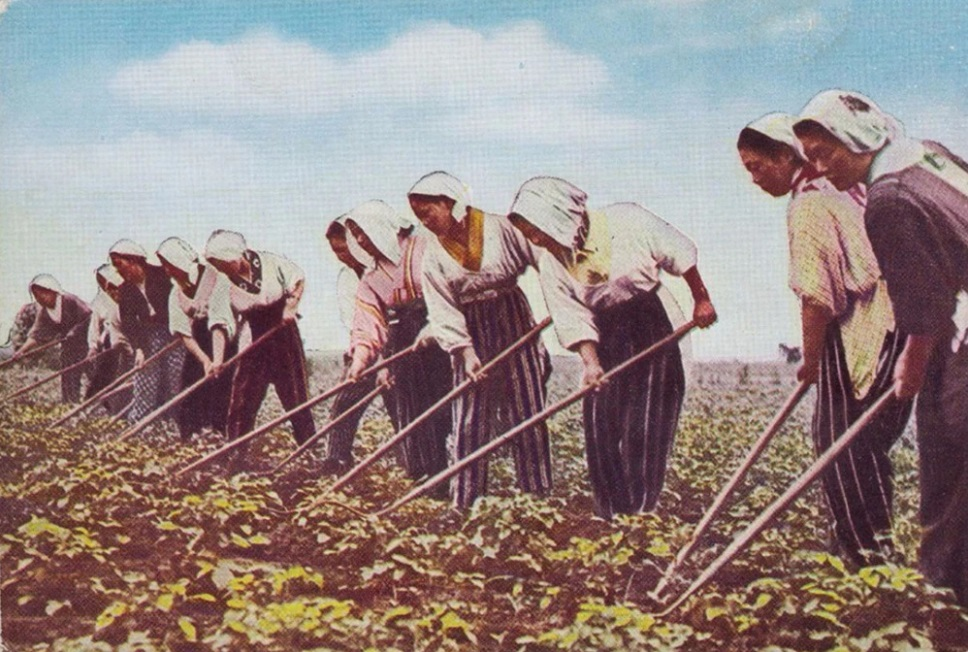
Szóját kapáló japán asszonyok

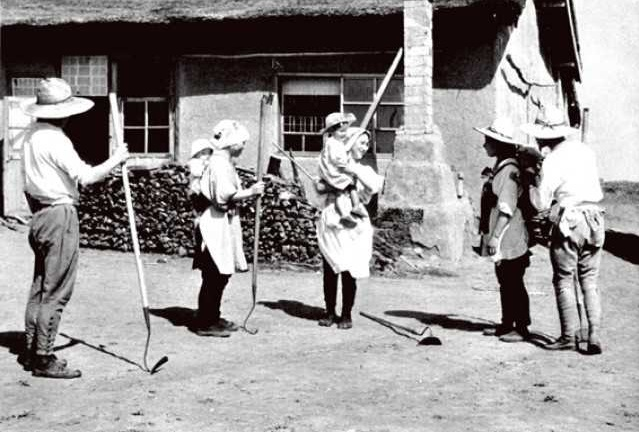
Egy telepescsalád portája Mandzsúriában

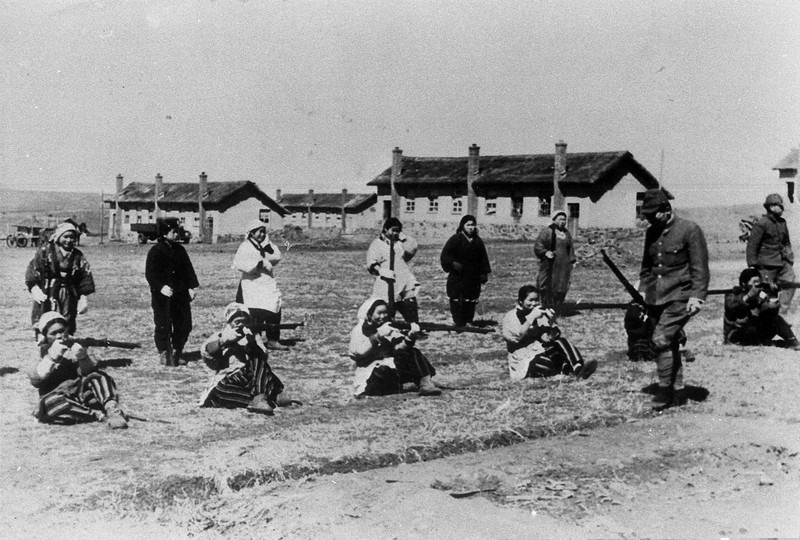
Önvédelmi lőgyakorlat japán telepesnőknek. A kiképzés célja, hogy az otthon maradó asszonyok is legyenek képesek megvédeni a gyerekeket és a földbirtokot veszély esetén

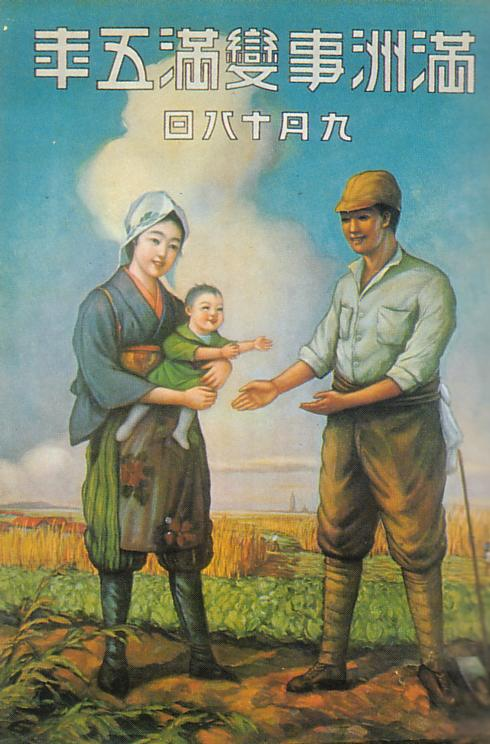
Japán propagandaplakát 1936-ból, Mandzsúria japán megszállásának 5. évfordulójáról (a kép a terület felszabadítója-ként és a helyi nép barátja-ként mutatja be a japán katonát)

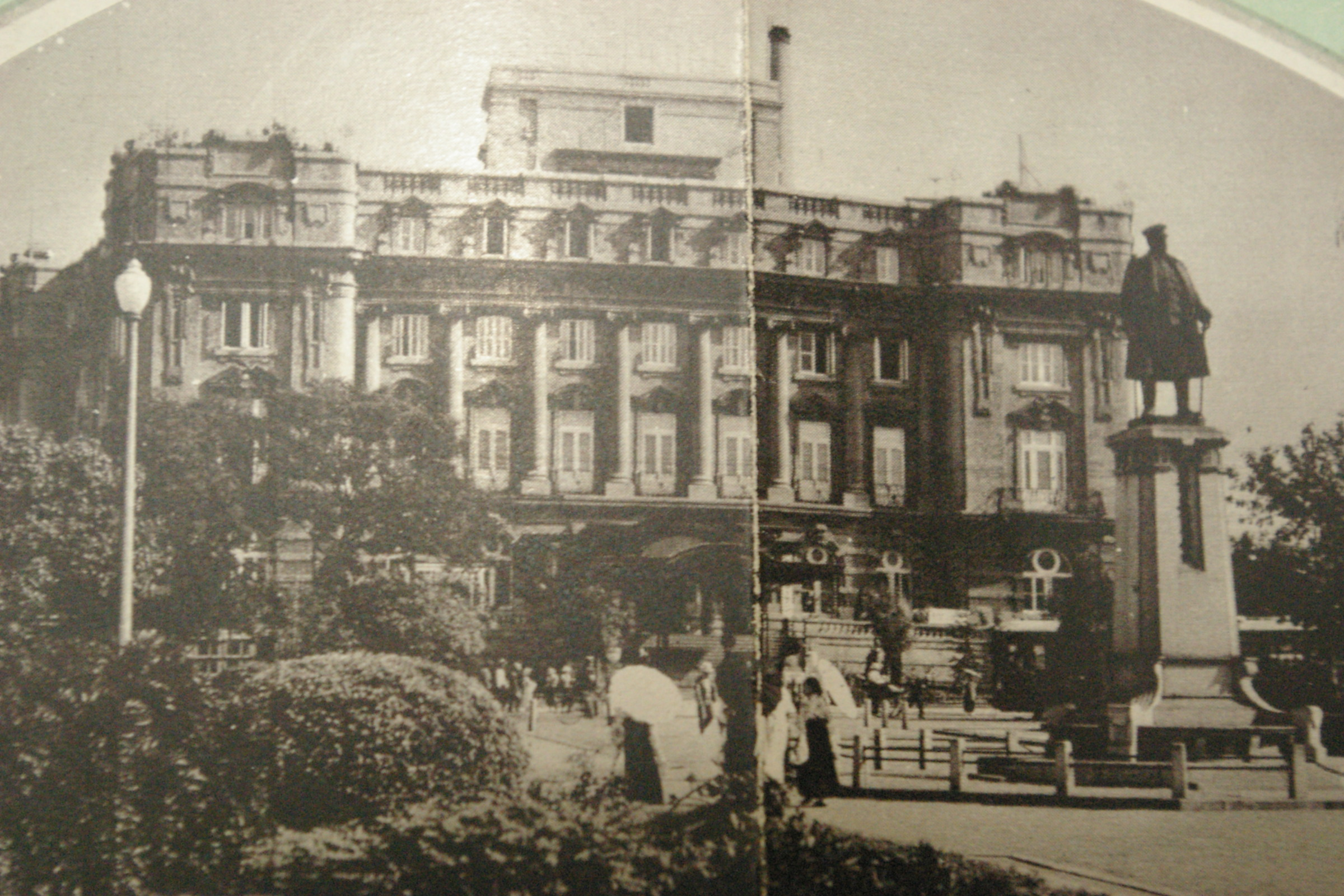
Japán hotel Talienben, a Yamato

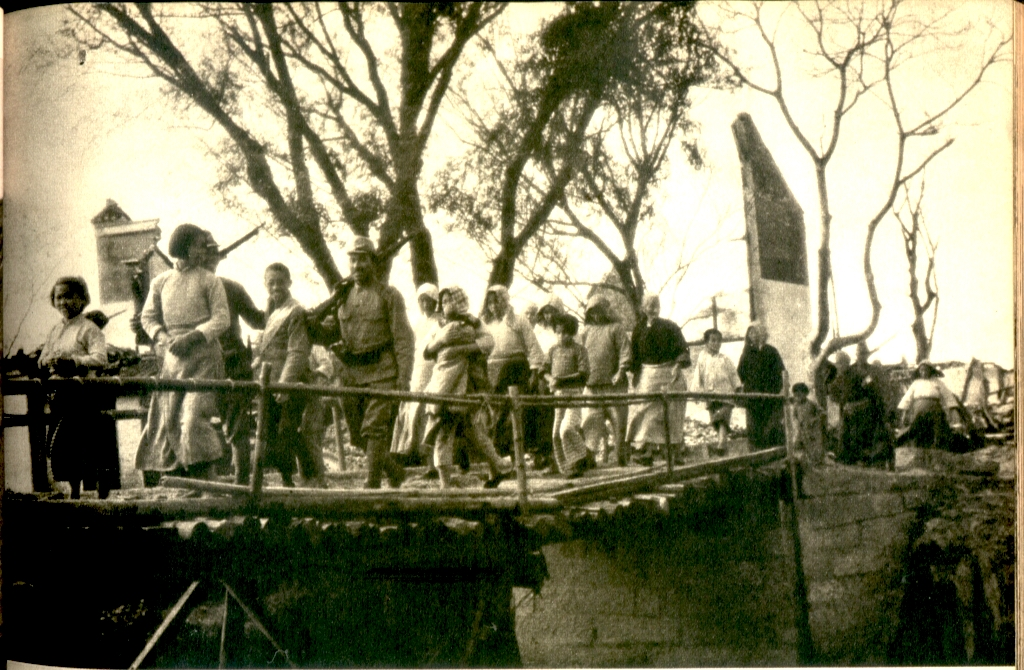
Kényszermunkára hurcolt kínaiak 1937-ben

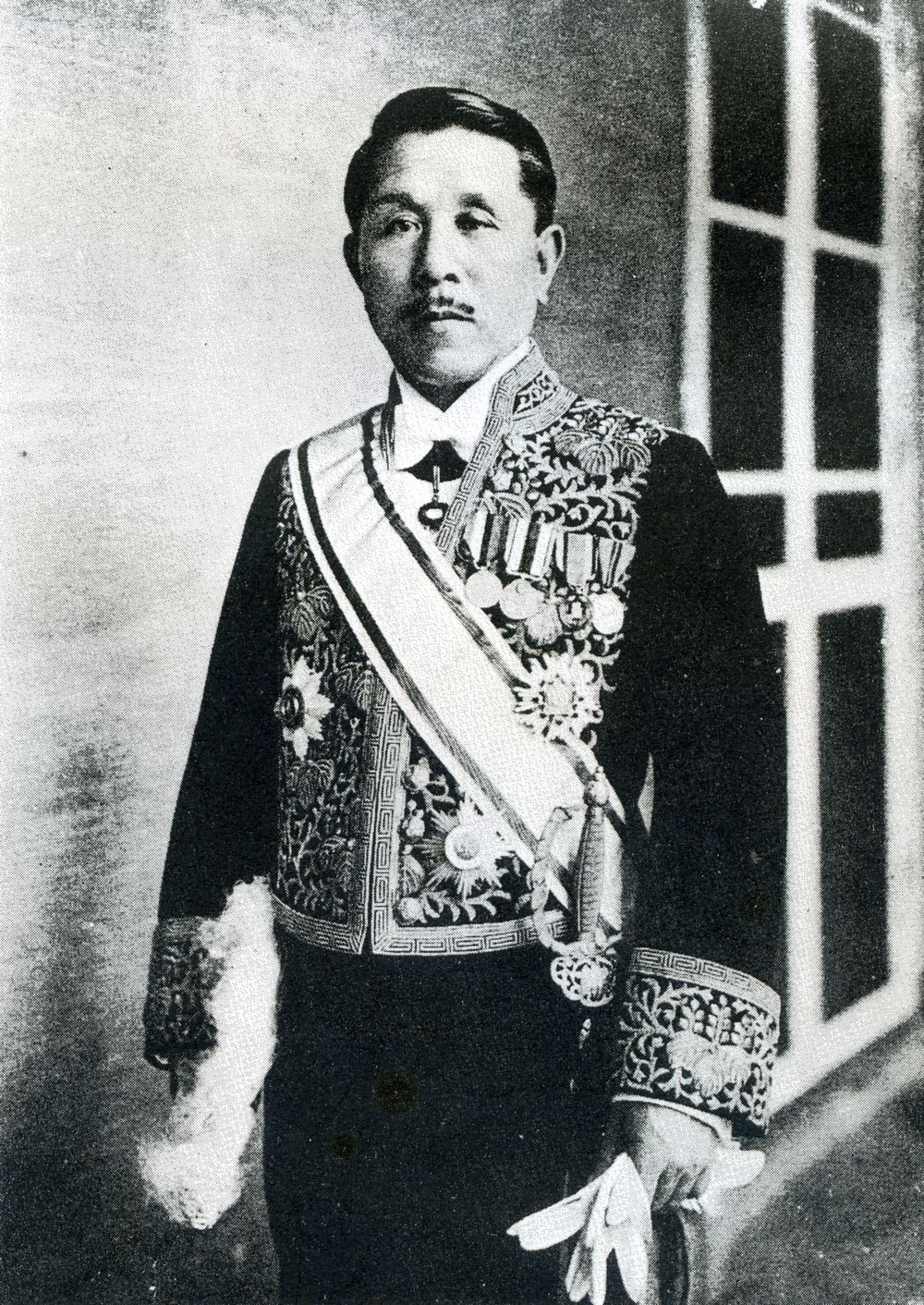
A ötéves tervet követő második nagy betelepítési hullám Hirota Kóki miniszterelnöksége alatt vette kezdetét. Ekkor fogadták el az 5 millió japán betelepítését célzó tervet 1956-ig. Hirotát egyebek mellett a kínai-japán háborúban elkövetett bűnökért Tokióban felakasztották 1948-ban

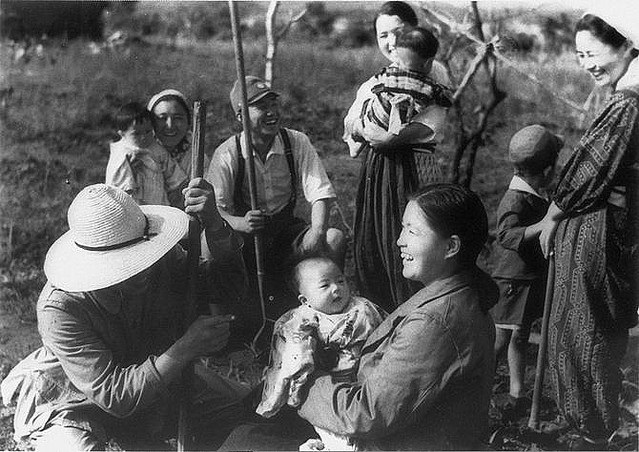
Japán katonák mandzsúriai telepesek asszonyaival és azok gyermekeivel barátkoznak 1942. január 1-jén

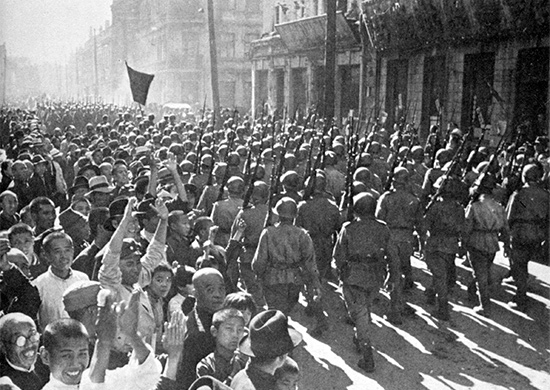
Szovjet bevonulás Harbinba. A kínai lakosság felszabadítókként üdvözli őket

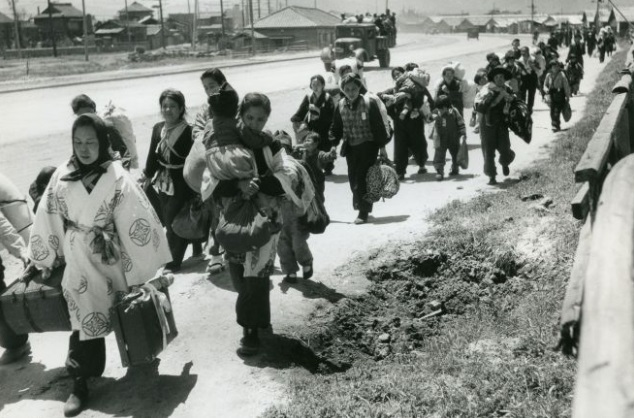
Kitelepített japánok menetelnek Mandzsúriában 1946 májusában

A mandzsúriai japán telepesek a Japán által fenntartott Mandzsukuo bábállam japán nemzetiségű lakossága volt, akik körülbelül 1950-ig éltek a területen. A japán bevándorlás már azelőtt megindult Mandzsúriába, hogy a japánok a területet „önállósították” Kínától, ám nagyobb méreteket 1932-őt követően öltött. Mandzsúriában szinte mindenféle társadalmi osztályból származó japán ember élt, de az állam elsősorban mezőgazdasági dolgozókat igyekezett az országba telepíteni, olyanokat, akik odahaza terhet jelentettek a gazdaságnak (pl. földnélküliek voltak). Számukról különböző becslések vannak, a legnagyobb szerint 1945-ben, Mandzsukuo összeomlása előtt legalább egymillió japán civil élhetett Mandzsúriában.
A japánokat a kínai emberek földjeitől és más ingatlanjaitól való megfosztásának árán telepítette a kormányzatuk (és a hírhedt Kvantung-hadsereg) Mandzsúriába. Sokuknak nehéz sors jutott a háború végén, a japán vereséget követően. Sokan lettek bosszúk és túlkapások áldozatai, míg az anyaországban szintén megkülönböztetésnek voltak kitéve a honfitársak részéről: hikiagesá-nak, magyarul hazatelepítettek-nek bélyegezték őket. Különösen nehéz helyzetben voltak a mandzsúriai születésű japánok. A hazai társadalom ugyanis megvetette őket, mert számukra az árulást és a nemzeti szégyent szimbolizálták.
A japán-kínai viszonynak ma is egyik sebezhető pontja a mandzsúriai betelepítések. Japánban ugyanis sokan nem akarják tényként kezelni a birodalom által, a második világháborúban művelt háborús bűnöket és egyéb kihágásokat. Sokan (így történészek is) a betelepítésekre úgy tekintenek, hogy azzal a virágzás és a modernizáció vette kezdetét, a kínai lakosság ezzel kapcsolatos hátrányait bagatellizálják. Ezzel szemben már akkoriban rengeteg japán ellenzője volt a mandzsúriai betelepítéseknek, ugyanis prominens japán személyiségek (többek között tudósok) úgy látták, hogy a japán migránsoknak többet árt, mint használ a Mandzsúriában való letelepedés.
Mindazonáltal, ha a két ország közötti múltról esik szó a japán és kínai politikusok között, mind a kínai, mind a japán fél ritkán hozza szóba az erőszakos betelepítéseket, ami ezen a területen egyedülálló jelenségnek is nevezhető.

## Előzmények
Mandzsúria már 1905-től japán befolyás alá került, az orosz–japán háborút követően váltotta Japán az Orosz Birodalmat a térségben. Japán már ekkor koncessziókat szerzett pl. vasútvonalak építésére, érdekeltségeket létesített és beruházásokat alapított Mandzsúriában. A japán expanzió kifejezett célja Mandzsúria és Északkelet-Kína megszerzése, ahol nyersanyagra, szabad munkaerőre és termőföldekre tehet szert, melyre a rohamtempóban fejlődő japán iparnak égető szüksége volt.
A terület irányításában (így adóbeszedésben) már ekkor szerepet kaptak a japán adminisztrációs szervek és a Kvantung-hadsereg, amely fegyveresen védte a japán érdekeket.
Mandzsúriát a japánok az első világháború után már egyszer megszállták, de 1925-ben amerikai nyomásra ki kellett üríteniük. A továbbiakban viszont megerősödött a japánok meggyőződése, hogy Mandzsúriát el kell foglalni. Erre lehetőséget a mukdeni incidens adott 1931-ben, amelyet Mandzsúria japán megszállása követett. A következő évben kikiáltották Mandzsukuót is.

## Betelepítések
1931-ben már legalább 100 ezer japán élt Mandzsúriában, akik a korábbi évek-évtizedek során telepedtek itt meg. Ők legfőképp városi munkások, veterán katonák és tisztségviselők voltak. A japán vezetés már korábban is próbálkozott a szisztematikus betelepítéssel, de ezek a kísérletek akkor nem jártak eredménnyel. Ráadásul a motiváció is más volt. Az akkori betelepítések az orosz gazdasági befolyás csökkentését célozták a térségben. Előzőleg csak Koreában tudtak komolyabb betelepítést elérni 1925-ben.
A korai mandzsúriai gyarmatosításra tett kísérletet képezte az ún. Fekete Sárkány Társaság megalapítása, amely az Amur medencéjében próbált terjeszkedni (az Amur kínai neve Heilong jiang, amely annyit tesz Fekete sárkány folyó). Ez a társaság támogatta a mongol és mandzsu szeparatista törekvéseket is a Csing-dinasztiától.
1926-ban a mukdeni helyőrség századosa Tomija Tetszuo százados tett javaslatot az újabb szisztematikus betelepítésekre Mandzsúriába. Tomija részt vett az 1919-es szibériai intervencióban, ahol érdeklődéssel figyelte a katonáskodó kozák-paraszt közösségeket, ezért feszegette hasonló japán elemek letelepítésének lehetőségét is.
Mandzsúria tartós megszállásával és a japán befolyás stabilizálódásával lendületet kapott a mandzsúriai kivándorlás, amit már a hazai politikusok is egyre nagyobb számban szorgalmaztak, hisz így le tudták venni azt a terhet a japán mezőgazdaságról, amit a földnélküli gazdák jelentettek. A japán kivándorlás lehetőségei amúgy is beszűkültek az 1930-as évekre, ugyanis a korábbi főbb célpontok, mint az Egyesült Államok, Brazília és több másik dél-amerikai ország korlátozni kezdték a japán bevándorlók érkezését.
Nemcsak japán telepesek költöztetésének ötlete merült fel közvetlenül a mukdeni incidens és a mandzsúriai megszállást követően. Az egyik tanácsadói javaslat szerint a csilini vasút további építéséhez koreai munkásokat és felettük ügyelő japán katonákat kell letelepíteni a tervezett vonalbővítés szakasza mentén.
Olaszország már 1912 óta hasonló betelepítéseket folytatott Líbiában, melynek célja akkor a szegény délolasz vidékekről származó munka- és földnélküli emberek földhöz és megélhetési lehetőségekhez való juttatása egy közeli gyarmaton. A líbiai telepítések Benito Mussolini uralmával erőteljesen aktivizálódtak, amikor ezt nacionalista törekvésekkel párosították, hogy ezáltal még jobban Olaszországhoz kössék a területet.

### Az ötéves kísérleti terv
1932-ben, a mandzsukuói bábállam deklarálását követően a japán kormány nyomban 380 ezer telepest küldött a területre, főleg mezőgazdasági dolgozókat, abban bízva, hogy Mandzsúriát ezáltal Japán éléskamrájává alakíthatják. A japán migráció ekkor főleg Dongan tartományt (ma Hejlungcsiang része) érintette. Az ún. agrárbevándorlók (japánul nôdzsô imin) a nagy gazdasági világválság áldozatai voltak. Mandzsúriában ők kapták a kínai gazdák elkobzott földjeit. Ugyanis a Kvantung-hadsereg és a Kelet-ázsiai Fejlesztési Társaság (amely a telepítéseket koordinálta akkor) ahelyett, hogy parlagon heverő területek feltörésébe kezdett, inkább kínaiaktól vett el termőföldet, hogy a telepesek munkáját úgymond megkönnyítse. Más kínai gazdákat erőszakkal arra kényszerítettek, hogy áron alul adják el földjüket japán gazdáknak. A telepeseknek adott birtokok 60%-a származott ilyen erőszakos úton történt földszerzésből. A Kvantung-hadsereg földfoglaló egységeit kizsákmányoló ezredeknek nevezték el. Ez rögvest gyűlöletessé tette a bevándorlókat a kínai emberek szemében.
A Kvantung-hadsereget később is megvádolták azzal, hogy vegyi fegyverekkel irtja a kínaiakat, csakhogy a japán telepesek rátehessék kezüket azok földjeire (egyébként vegyi- és biológiai fegyverekkel történő háborús bűncselekményeket a Kvantung-hadsereg tényleg követett el Kínában és Mandzsúriában).
A kínai lakosság természetesen próbált különféle módon ellenállni a Kvantung-hadsereg földrablásainak, az erőszakos kitelepítéseknek és japán telepesek beáramlásának. Azokat a lázadó területeket, amiket a Kvantung-hadsereg nem tudott egyből megtörni igyekeztek bekeríteni: az új japán kolonista településeket úgy alakították ki, hogy azok gyűrűt vontak az ellenállók lakóhelye köré. Az ilyen területeken azonban állandó összetűzések voltak a kínaiak és a bevándorlók között, amely a japán telepesek életét is megkeserítette.
A telepítési program egy ötéves kísérleti terv része volt, amelynek célja a gazdasági válság hatásainak enyhítése, továbbá a vitás földbérleti és földszerzési ügyek elsimítása szűzföldek kínálásával. Japánban a túlnépesedés már a Meidzsi-korban problémákat okozott a mezőgazdasági szektorban. A másik cél, hogy a japán jelenlét fokozásával erősítsék a japán pozíciókat Mandzsúriában és lehetővé váljék a további előretörés Kína belseje felé.

### A telepesek származási helyei
Az ötéves terv keretében Mandzsúriába küldött telepesek zöme a Nagano prefektúrából érkezett (kb. 34 ezer ember). Számszerűleg a második helyen a Jamagata prefektúrából jövő telepesek álltak. Harmadik helyen volt a Mijagi prefektúra telepesei. Ezeket követték sorrendben a Kumamoto, Fukusima, Gifu, Tokiói, Kócsi, Akita és Gunma prefektúrákból toborzott telepesek. Japán tanulmányok körülbelül kétezer jenre tették egy család kitelepülésének költségét Mandzsúriába.

### Konfliktusok az autochton lakosság és a japán telepesek között
A telepítésekkel azonban rögvest problémák kezdődtek, amelyek a konfliktusok forrásai lett. 1937-ben, a Kínával való újabb nagy háború kitörésekor a betelepítések kissé lelassultak. Akkor évente legfeljebb csak 6000 telepest tudtak Mandzsúriába irányítani.
Az újonnan érkezett telepesek között ugyanis sok volt a fiatal család, akiknek csekély tapasztalatuk volt a földművelés területén és nehezen igazodtak el a mandzsúriai termőtalaj adottságain. Ezért feszültséget okozott, amikor többen kínai béreseket kezdtek felfogadni. Ezenkívül Mandzsúriában mintegy 600 ezer rizstermesztéssel foglalkozó koreai is letelepült az 1930-as években, akikkel a viszony ugyancsak feszült volt, mert konkurenciát jelentettek a japánoknak.
A japán kormány továbbá szándékosan telepített ki (száműzött) Mandzsúriába „megbízhatatlan” elemeket Japánból, így például baloldali értelmiségieket.
A betelepülés ösztönzésére a japán kormány jelentős támogatásokat nyújtott a kolonistáknak, hogy vonzóvá tegye az ázsiai kontinensre való kitelepülést a szigetországból. A mandzsúriai japán telepesek idővel több állami támogatást kaptak, mint a szigetországban élő gazdálkodók.
Propagandájukban persze a „faji” harmónia megteremtéséről beszéltek a japánok és a mandzsúriai autochton népek között, a gyakorlatban ez nem így történt. A japán katonai és politikai vezetők szolganépként tekintettek a kínaiakra és az, hogy a japán telepesek jelentős támogatásokat élveztek csak növelte a társadalmi és vagyoni szakadékot a kínaiak és japánok között Mandzsúriában. A vidéken élő japán földművesek hirtelen kezdtek felemelkedni az állami finanszírozások nyomán, addig a kínaiak elszegényedtek. A városokban is, ahol szintén jelentős japán közösségek voltak, az első szó a japán polgároké, adminisztrátoroké, katonáké volt. Mandzsukuo vezetését is közismerten főleg japánok látták el, a kínai tisztviselőknek, minisztereknek és az állam uralkodójának, Pu Jinak a szerepe szimbolikus volt.
A japán és kínai nép között soha, egyetlen alkalommal nem történt semmilyen szinten társadalmi vagy etnikai közeledés, sőt a telepesek külön kasztot alkottak Mandzsúriában, amely a legtöbb jogot élvezte. A japánok saját társadalomban éltek, ráadásul megőrizték japán állampolgárságukat, nem kaptak a helyi bábállamtól mandzsukuói állampolgárságot, sőt az általuk lakott földeket is Japán részének tekintették, nem pedig Mandzsukuóénak. Az elzárkózás révén kommunikáció is alig volt a kínai és japán lakosok között.
A kínaiakat, bár eleve olcsó munkaerő voltak (és emiatt a japán munkások nehezen vették fel velük a versenyt), jóformán robotoltatták többek között a nagyszabású japán beruházásoknál, mint a vasút- és útépítéseknél. A kínaiak japánok iránti gyűlöletét csak tetézte az ún. Ifjúsági Brigádok atrocitásai, amit a kínai lakosság szemben követtek el. Ráadásul az 1932-től érkező első telepesek is fegyveresen tették be a lábukat az új területekre (a fegyverviselésnek jóllehet önvédelmi céljai voltak), de így a kínai lakosság a Kvantung-hadsereggel és brigádokkal egyformán fegyveres hódítókat látott a civil telepesekben. Később valamennyi atrocitást a kínaiak a japán telepeseken fogják majd megtorolni.
A propaganda Japán lakosságának is úgy állította be Mandzsúriát, mint egyfajta földi paradicsomot, ahol a japán kolonizáció harmonikus állapotokat teremtett: a telepesek bőséges terméseket takarítanak be és egészséges csecsemők születnek (a hibátlan, egészséges testű emberi lénynek fontos a szerepe a japán kultúrában). Mindez a további migráció elősegítését célozta kiprovokálni. A propaganda a japán emberek nemzeti érzelmeire is akart hatni, hogy a kivándorlás épp Japán nagyságát hivatott növelni és elősegíteni a háborús győzelmet a kínaiak felett.

### A telepítések hazai ellenzői
Még Japánban is rengeteg ellenzője és kritikusa akadt a mandzsúriai telepítéseknek. Tudósok és tisztségviselők tiltakoztak ellene, hivatkozva arra, hogy hosszabb távon nem lehet ilyen állapotokat fenntartani. Többen konkrét lépéseket tettek a telepítések és kivándorlás leállítására, mert meg voltak győződve, hogy a kivándorlók nem lesznek képesek sem a mandzsúriai környezeti viszonyokhoz alkalmazkodni, sem a helyi kultúrával összeférni és csakis nehézségek várnának rájuk. Az egyik ilyen kivándorlást ellenző vélemény kissé szarkasztikusan meg is jegyzi:
A mandzsúriai kivándorlás nem lehetetlen, de három feltételhez kötött: a telepesek nem olvashatnak se újságot, se magazinokat, nem fürödhetnek és nem nevelhetik gyermekeiket.
A tokiói egyetem professzora Janaihara Tadao is kijelentette a mandzsúriai telepítések kapcsán:
Az emberek általában az alacsony bérek helyett a magasabb béreket és életszínvonalat nyújtó területre költöznek. Az ellenkező irányba irányuló migráció természetellenes. Inkább olyan, mintha megpróbálnánk a vizet az áramlattal szemben folyatni.
A szakértők arra céloztak ezzel, hogy a betelepülést ösztönző támogatások, melyek által a telepesek keresete meghaladta Japánban élő honfitársaikét, idővel már nem lesznek biztosíthatók, ha a pénzügyi és gazdasági háttere a támogatásoknak elfogy. Ez később be is következett. Ráadásul még a propaganda sem tudta elkendőzni mennyire feszült a viszony a japán és kínai lakosság között Mandzsúriában. A japán telepesek biztonsága így teljes mértékben a Kvantung-hadsereg fegyveres erejétől függött. Sok új telepes is nagyon hamar megtapasztalta, hogy a propaganda által hirdetett paradicsomi állapot nem létezik: a tősgyökeres lakosság mérhetetlenül ellenséges, az időjárási viszonyok szélsőségesek és kiszámíthatatlanok, a saját maguk által használt gazdasági ismeretek és technológia erre a területre nem megfelelő, sőt számos ellátási forma is elégtelen.
Ennek ellenére a propaganda folytatta a nemlétező japán mintaállam hazug képének terjesztését Japánban és külföldön egyaránt. A nehézségek között tengődő japán telepesek szenvedését hősies, hazafias küzdelemnek állította be, amit a birodalomért tesznek az árulók és a kínai banditák ellen. A japán kormány a kínaiak által elszabadított állítólagos bűnözési hullám-ra való hivatkozással is próbálta indokolni a betelepítéseket Mandzsúriába.
A sajtó legendákat gyártott az ilyen fiktív küzdelmekről, bértollnokok pedig több tucat szépirodalmi művet írtak, amelyekben a mandzsúriai kivándorlók életét romantikus keretek közé ágyazva idealizálták.
Egy-egy japán kolonista településre propagandacélzatú turistaútakat szerveztek Japánból, hogy elhitessék az emberekkel Mandzsúriában minden a legnagyobb rendben folyik. Sok helyi japán gazda azért, hogy a propagandaturistákat kalauzolja gyakran teljesen elhanyagolta földjén a mezőgazdasági munkát. Jónéhány település, bár valóban működő, szervezett közösség volt, de Patyomkin-falu szerepét is betöltötte ilyenkor, hogy a békés, virágzó jólétet szemléltesse a látogatóknak. A propagandában a kínaiak barbár, műveletlen emberekként jelentek meg, akikkel ez a föld nem képes virágozni, s a japánok hozzák el a civilizációt e vad és lakatlan vidékre. A további inspirálásra a kormány megbízásából egy áldokumentumfilm is készült, amely tovább torzította a valóságot.
A propaganda különféle szlogenekkel csábította a japánokat Mandzsúriába. Nemcsak új föld lehetőségével kecsegtették, de az emberek hiúságára is próbáltak hatni azzal, hogy ők lehetnek a kontinens meghódítói, új nemzet alapítói, állandó jólétben élhetnek, annyi gyermeket nevelhetnek, amennyit csak akarnak.
Mikor egy-egy telepescsoport megérkezett Mandzsúriába japán zászlócskákat lengető kínai gyerekeket vezényeltek ki a fogadásukra, hogy elhitessék az új lakókkal a kínaiak barátságosak lesznek velük szemben. A gyerekek olyan betanított dalokat énekeltek, amelyekben az állt, hogy készek megosztani lakóhelyüket a japán telepesekkel.

### A telepítések folytatása
A rossz tapasztalatok és a fenyegető előjelek ellenére a japán kormány az első ötéves terv lejárta után is fokozta a betelepítést Mandzsúriába. 1938 és 1942 között állami program keretében újabb 200 ezer japán érkezett az országba, s további ezrek vándoroltak ki önszántukból. A japán vezetés feltett szándéka volt, hogy 1956-ig ötmillió japán nemzetiségűt telepít Mandzsúriába, épp ezért megalakították a Mandzsúriai Gyarmati Fejlesztési Társaság-ot, amely átvette a feladatot a Kelet-ázsiai Fejlesztési Társaságtól. Mandzsúriából a Kvantung-hadsereg szorgalmazta a telepítések folytatását, s igyekeztek háttérbe szorítani az ezt ellenző hangokat.
Ekkortól már a mandzsukuói bábkormány is aktívan kivette a részét a betelepítésekben. 1939 decemberében vázlatot készítettek a bevándorláspolitika alapvetői elvei számára és kijelentették, hogy az állam 1940-től új bevándorlásügyi rendszert fog bevezetni, mivel úgy látja, hogy a japán bevándorlás  megalapoz egy újfajta erkölcsös kontinentális politikát. 1941. májusa és novembere között a bábkormány több olyan törvényt fogadott el, amely a bevándorlást segítette.
Japánban további átszervezéseket hajtottak végre és szelektálták az egyes kivándorolni szándékozó gazdálkodókat azon célból, hogy milyen szervezeti struktúra létrehozásában vesznek majd részt. A tervek szerint egy-egy új japán falunak Mandzsúriában 200-300 háztartásból kellett állnia, amelyeket nem marginális szerepkörű gazdálkodók alkotnának. Az új terv célja volt, hogy Japánban a kivándorlással elősegített további tehermentesítéssel járuljanak hozzá a vidéki gazdaság újjáéledéséhez. Pontos és részletes tervek készültek újonnan létesítendő falvakról. A szervezők társadalomtudományi ismeretekre igyekeztek hagyatkozni. A mandzsúriai társaság eközben előkészítette a területeket az új telepesek és falvaik számára. Ekkor már tervek voltak arra, hogy japánokat telepítenek a megszállva tartott Északkelet-Kínába is.
Akárcsak az ötéves tervnél, úgy most is stratégiai fontosságú területeken helyezték el az új telepeseket. Innen a kínai lakosságot gyakran erővel kitelepítették és kollektivizálták őket más falvakban. Ezzel próbálták a kínai ellenállók erejét is megtörni és elvágni az őket támogató polgári lakosságtól. A Kvantung-hadsereg emberanyag- és élelmiszerutánpótlás szempontjából hasznosnak tartotta, ha ezeken a területeken japán nemzetiségűek fognak élni, amennyiben az elkövetkező időszakban itt fog húzódni a frontvonal (Japán sokáig arra készült, hogy Kínából kiindulva hódításokba kezd Szibériában és Mongóliában).

### A migráció leállása
A második kínai–japán háború kitörésekor és a második világháborúba történő belépéskor a birodalmi haderőbe besorozták a mandzsúriai japán férfiakat is. A nők, gyerekek és idősek odahaza maradtak, a szovjet fenyegetés árnyékában, mivel a földművesek jó része a peremterületekre, a mongol és orosz határ környékén telepedett meg.
A helyzet a háború előrehaladtával jelentősen változott, mert a japán háborús vereségek, a férfiak besorozása és más területek elvesztése miatt a japán hadigazdaságban problémák léptek fel. A telepeseket egyre kevésbé tudta támogatni a japán kormány, s beigazolódni látszódtak azon félelmek, hogy a japán lakosok nem lesznek képesek magukra hagyatkozva megőrizni közösségüket Mandzsúriában a számukra kedvezőtlen éghajlat, a földművelési nehézségek és a kínaiak ellenséges magatartása miatt.
Az utolsó nagyobb betelepülési hullám 1945-ben volt. Akkor 270 ezer japán érkezett Mandzsúriába, de már jóformán nem volt módjuk berendezkedni se.

## A visszatelepítések kezdete
1945. augusztus 9-én a szovjetek megtámadták a még érintetlen mandzsúriai japán haderőt. Mandzsukuo amúgy is el volt már vágva Japántól, miután a Sárga-tengert a szövetségesek ellenőrizték és ezáltal a migráció is megállt. A kollaboráns mandzsukuói császári hadsereg nem is harcolt jóformán a támadókkal, hanem dezertáltak, átálltak, illetőleg a japánok ellen fordultak. A civil kínai lakosság részéről is fellángoltak a japánok elleni érzelmek a több évtizedes harcok, elnyomás, megszállás és mészárlások miatt. Talienben, ahol 200 000 japán és 600 000 kínai lakott véres összetűzésekre került sor a két népcsoport között, mialatt a szovjet erők már a küszöbön álltak.
A szovjetek 1950-ig tartották ellenőrzésük alatt Mandzsúriát és a kínai hatóságokkal megkezdték a japán telepesek repatriálását Japánba. A megszállás első heteiben a szovjetek még számos atrocitást (nemi erőszak, rablás) hajtottak végre japán és kínai civilek ellen is. Körülbelül 750 ezer embert (zömében a Kvantung hadsereg egykori katonáit) küldték Szibériába, sőt több tízezer Talienből való japán civil is az elhurcoltak között volt. Vidékről rengeteg japán menekült a szovjet megszállás alatt álló városokba, tartva a kínaiak bosszújától, ami komoly humanitárius problémákat okozott. A Mandzsúriában élő japán telepesek közül ekkoriban 80 ezren vesztették életüket, sokan közülük az ellenséges nyomás hatására lettek öngyilkosok.
Ipari munkások és szakemberek jóval tovább maradtak Mandzsúriában, mások viszont már ekkor kezdtek visszatérni Japánba zsúfolt hajókon. Bizonyos elemek, akik baloldali érzelműek voltak, megpróbáltak közeledni a kínai és orosz kommunisták felé. Zömében ezek a japánok tudtak csak itt maradni.
A japánok túlnyomó többsége 1946 és 1947 között került hazaszállításra az anyaországba. A Japánba tartó út sokszor kaotikus volt. Az embereknek zsúfolásig telt kikötőkben kellett várniuk a hajókra, miközben amiatt rettegtek, hogy a kínaiak megtámadhatják őket. Tartottak ugyanakkor a szovjet katonáktól is. Valóban mind a két fél részéről érte agresszió a japánokat, de számos áldozata volt a nélkülözésnek és az alultápláltságnak is. Ebben a káoszban gyermekek tömegei szakadtak el szüleiktől: vagy elkeveredtek, vagy magukra kellett őket hagyni. Nagy részüket azonban kínai családok adoptálták (ez mintegy 30 ezer kiskorút érintett). Az 1980-as években ezen felnőtt gyerekek számára is hirdetett a kommunista Kína repatriációs programot, de nem mind éltek ennek lehetőségével.
Egy a kínai és japán nép megbékélését célzó emlékmű, a Kínai-japán Barátságkert parcelláiban nyugalomra helyeztek olyan kínaiakat, akik annak idején árván maradt japán gyerekeket fogadtak örökbe, a telepesek menekülésekor.